# Robert Ferguson
Pour les articles homonymes, voir Ferguson.
Robert Ferguson (1768-1851) était un homme d’affaires, un juge de paix, un juge, un fonctionnaire et un officier de milice néo-brunswickois d'origine écossaise.

## Biographie
Robert Ferguson naît le 17 avril 1768 à Logierait, en Écosse. Ses parents sont Adam Ferguson et Marjory Connacher.
Robert Ferguson s'établit à la rivière Ristigouche, au Nouveau-Brunswick, vers 1796 et devient commis principal au commerce de son frère Alexander, à Martin's Point, l'actuel Campbellton. En 1803, il prend la charge de l'entreprise à la suite de la mort de son frère. Il devient le plus important marchand de la région en seulement deux ans et conserve ce titre malgré les difficultés que connaissant ce secteur dans les années suivantes.
Il épouse Mary Adams le 11 décembre 1806 et le couple a huit fils et trois filles.
En 1812, il achète 2 000 acres, une scierie et des emplacements de pêche à la veuve de Samuel Lee, son ancien rival, faisant de lui le plus important propriétaire terrien de la région et le seul à exploiter un moulin à farine et à bois.
Vers 1812, il commence à construire des bateaux à Tjikog, désormais Atholville. Durant la guerre de 1812, deux de ses navires sont capturés par des corsaires américains et il est emprisonné à Salem, au Massachusetts. Peu après sa libération, il fait construire une grande résidence du nom d'Athol House et un magasin, faisant du village le centre commercial de la région. 
Robert Ferguson est nommé juge de paix du comté de Northumberland en 1813 et juge de paix et juge de la Cour inférieure des plaids communs du comté de Gloucester en 1827; il conserve ces postes jusqu'à sa mort.
En 1826, il vend des lots à l'origine de la ville de Campbellton. Il est l'un des fondateurs de la Gloucester Agricultural and Emigrant Society en 1828 et de la Restigouche Agricultural Society en 1840, avant de présider ces organismes durant plusieurs années. En 1831, il est l'un des commissaires chargés du tracé de la première route reliant le Bas-Canada au Nouveau-Brunswick,. Il est membre du premier bureau de santé du comté de Restigouche, en 1840. Il est colonel du 1er bataillon du régiment de Restigouche durant les années 1840. Il fait également don du terrain servant à la construction de la première église presbytérienne de la région.
Robert Ferguson fait partie de l'élite du comté, composée de Loyalistes et d'Écossais ayant la mainmise sur l'économie et l'administration. C'est d'ailleurs son ami Hugh Monroe qui le recommande comme juge en 1827. Cette élite contrôle les Acadiens à la fin du XVIIIe siècle et l'arrivée d'immigrants, après les guerres napoléoniennes, ne change rien à leur attitude et leur réputation. William End est toutefois le premier à contester leur autorité, lorsqu'il devient greffier du comté de Gloucester en 1827. Il s'allie aux Acadiens et aux Irlandais mais Ferguson et Monroe tentent de le faire renvoyer. William End conserve son poste de greffier à la suite de l'élection de 1830. L'année suivante, Ferguson et d'autres magistrats refusent de présenter lorsqu'ils sont convoqués à la Cour des sessions trimestrielles. William End nomme alors d'autres juges mais Ferguson et ses alliés convainquent le gouvernement de destituer William End, sous prétexte qu'il n'est pas résident du comté. Le 1er juillet 1831, le secrétaire d'État aux colonies, lord Goderich, ordonne sa réintégration, en lui demandant toutefois de déménager dans le comté et de présenter des excuses à Ferguson et les autres juges.
Avec l'arrivée d'autres immigrants, Robert Ferguson et les autres membres de l'élite perdent de leur influence. Il organise des réunions en 1836 afin de demander la création du comté de Restigouche à partir d'une portion du comté de Gloucester, ce qui est accepté par le gouvernement en 1837. Il conserve son influence jusqu'à sa mort, recevant la visite de tous les dignitaires dans la région.  Il meurt le 10 août 1851 à Campbellton.

## Héritage
Robert Ferguson est surnommé le « fondateur et le père du Restigouche ». Après sa mort, ses fils occupent aussi des postes importants.
Le village d'Atholville est nommé d'après sa résidence, Athol House. Athol House est utilisée à une certaine époque comme gare mais est détruite dans un incendie en 1894.
Le bureau de poste d'Atholville porte quant à lui le nom de Ferguson Manor de 1916 à 1923 puis de Atholville à partir de 1923. Il y a aussi un bureau du nom de Shives Athol de 1907 à 1931, Shives étant une entreprise implantée au village en 1901.
La pointe Ferguson, à Atholville même, lui rend hommage. À noter qu'il y a un village du nom de Blair-Athol à 18 km de route au sud-est d'Atholville ; Blair Atholl est une ville située près de Logierait, la ville natale de Robert Ferguson.